# Staw skokowy górny

Kości wchodzące w skład stawu oraz więzadła go stabilizujące

Staw skokowy górny, staw skokowo-goleniowy (łac. articulatio talocruralis), potocznie kostka – w anatomii człowieka parzyste połączenie stawowe w obrębie stopy, łączące kości goleni ze stępem.

## Charakterystyka ogólna
Staw skokowy górny jest jednym ze stawów kończyny dolnej człowieka, w grupie połączeń kończyny dolnej wolnej (łac. juncturae membri inferioris liberi), w podgrupie stawów stopy. Jest jednym z dwóch stawów stępu i śródstopia (drugim jest staw skokowy dolny) o znacznej ruchomości. Jest złożonym stawem zawiasowym, odpowiedzialnym za unoszenie (zginanie grzbietowe stopy, na przykład podczas stawania na pięcie) i opuszczanie (zginanie podeszwowe stopy, na przykład podczas stawania na palcach) stopy. Łączy końce dalsze kości goleni (to znaczy kości piszczelowej i strzałkowej) z bloczkiem kości skokowej.

## Powierzchnie stawowe
Główkę stawową stawu skokowego górnego tworzy bloczek kości skokowej. Powierzchnię stawową bloczka dzieli się na część górną (największą, szerszą z przodu, węższą z tyłu), część przyśrodkową (najmniejszą, przecinkowatego kształtu, z „głową” od przodu) oraz część boczną (o trójkątnym kształcie) położoną na wyrostku bocznym kości skokowej.
Panewkę stawową tworzą powierzchnia stawowa dolna kości piszczelowej i powierzchnie stawowe obu kostek, kształtując „widełki” obejmujące bloczek kości skokowej.

## Torebka stawowa
Torebka stawowa przytrzymuje kości wchodzące w skład stawu oraz zapobiega dostaniu się sąsiednich tkanek między kości stawu.
Torebka stawowa stawu skokowego górnego jest napięta bocznie i przyśrodkowo. Ściany przednia i tylna są cieńsze i luźniejsze, ale wzmocnione pochewkami przebiegających w pobliżu ścięgien, dodatkowo wysłane warstwą tkanki tłuszczowej. Torebka stawowa przyczepia się do brzegów poszczególnych powierzchni stawowych, jedynie z przodu zachodzi na szyjkę kości skokowej. Linia przyczepu nie obejmuje linii nasadowych piszczeli i strzałki, choć linia nasadowa strzałki leży na wysokości szczeliny stawowej. 
Błona maziowa torebki stawowej uwypukla się ku górze w obręb więzozrostu piszczelowo-strzałkowego. 
Jama stawowa jest obszerna i zwykle całkowicie samodzielna.

## Więzadła
Staw ma sześć więzadeł wzmacniających torebkę stawową: trzy z nich odchodzą od kostki przyśrodkowej (tworzą więzadło trójgraniaste), trzy – od kostki bocznej (więzadła strzałkowe).
Więzadła odchodzące od kostki przyśrodkowej stykają się i tworzą blaszkę więzadłową o trójkątnym kształcie, tzw. więzadło trójgraniaste (łac. ligamentum deltoideum), inaczej więzadło przyśrodkowe (łac. ligamentum mediale). Rozróżnia się w nim cztery części (pasma): pasmo przednie (część piszczelowo-łódkowa, łac. pars tibionavicularis), z którego oddziela się część piszczelowo-skokowa przednia (łac. pars tibiotalaris anterior), następnie pasmo boczne (część piszczelowo-piętowa, łac. pars tibiocalcanea) oraz pasmo tylne (część piszczelowo-skokowa tylna, łac. pars tibiotalaris posterior).
Pasmo przednie biegnie od kostki przyśrodkowej do powierzchni grzbietowej kości łódkowatej, jego głębsze włókna (część piszczelowo-skokowa przednia) przechodzą na kość skokową. Bardzo mocne pasmo boczne biegnie od kostki przyśrodkowej do podpórki kości skokowej. Pasmo tylne, przykryte pochewką ścięgna mięśnia piszczelowego tylnego, biegnie od kostki przyśrodkowej do brzegu powierzchni przyśrodkowej bloczka kości skokowej.
Więzadło skokowo-strzałkowe przednie biegnie od brzegu przedniego kostki bocznej do brzegu przedniego powierzchni stawowej bocznej bloczka kości skokowej
Więzadło skokowo-strzałkowe tylne, najmocniejsze z trzech więzadeł strzałkowych, biegnie prawie poziomo od brzegu tylnego kostki bocznej do guzka bocznego wyrostka tylnego kości skokowej.
Więzadło piętowo-strzałkowe biegnie od wierzchołka kostki bocznej, skośnie ku dołowi i do tyłu, i kończy się na powierzchni bocznej kości piętowej (przyśrodkowo od ścięgien mięśni strzałkowych).

## Unaczynienie
Staw skokowy górny zaopatrywany jest (podobnie jak staw skokowy dolny) od przodu przez gałązki naczyń tętniczych i żylnych piszczelowych przednich, przyśrodkowo – przez gałązki naczyń tętniczych i żylnych piszczelowych tylnych oraz żyły odpiszczelowej, bocznie – przez gałązki naczyń tętniczych i żylnych strzałkowych oraz żyły odstrzałkowej, od tyłu – przez gałązki naczyń piszczelowych tylnych i strzałkowych.
Spływ chłonki biegnie wzdłuż naczyń piszczelowych tylnych do węzłów chłonnych podkolanowych.

## Unerwienie
Staw skokowy górny unerwiany jest, wraz ze stawem skokowym dolnym, przez gałązki nerwu strzałkowego głębokiego (od przodu), nerwu piszczelowego (przyśrodkowo i od tyłu) oraz nerwu łydkowego (bocznie).

## Mechanika[2]
W stawie skokowym górnym odbywają się ruchy kości skokowej względem goleni. Jest to typowy staw zawiasowy z poprzeczną osią ruchu przebiegającą nieco powyżej wierzchołka kostki bocznej, przez środek bloczka kości skokowej, i ostatecznie tuż poniżej kostki przyśrodkowej. Umożliwia to wykonywanie ruchów zgięcia ku górze (zgięcie grzbietowe) i ku dołowi (zgięcie podeszwowe). Przy fiksacji stopy na podłożu staw umożliwia natomiast pochylenie goleni do przodu i prostowanie (do tyłu).
W położeniu wyjściowym, neutralnym, bloczek kości skokowej wypełnia panewkę. Ze względu na kształt bloczka (odzwierciedlany przez kształt części górnej powierzchni stawowej bloczka), podczas zgięcia grzbietowego stopy kostki rozsuwają się na boki – rozszerzane szerszą, przednią częścią bloczka.
Zgięcie grzbietowe hamowane jest napięciem tylnej ściany torebki i mięśni łydek. Ponadto szyjka kości skokowej styka się ostatecznie z brzegiem przednim powierzchni stawowej kości piszczelowej. Zgięcie podeszwowe hamowane jest napięciem przedniej ściany torebki i przednich mięśni goleni. W maksymalnym wychyleniu wyrostek tylny kości piętowej opiera się o brzeg tylny powierzchni stawowej kości piszczelowej. Zakres ruchów zależny jest od stopnia wytrenowania oraz wieku. Zgięcie grzbietowe stopy wynosi przeciętnie ok. 45°, a zgięcie podeszwowe ok. 60°, łącznie ok. 100°, przy czym tylko 40–50% tej wartości przypada na staw skokowy górny (reszta na staw skokowy dolny).
Zgięcie podeszwowe stopy w stawie skokowym górnym umożliwia ruchy odwodzenia w stawie skokowym dolnym (do ok. 30°). Przy zgięciu grzbietowym możliwość odwodzenia w stawie skokowym dolnym jest znacznie zmniejszona.
W ruchach obrotowych (nawracania i odwracania stopy) staw skokowy górny udziału nie bierze.
Zawiasowy staw skokowy górny współpracuje ze stawem skokowym dolnym sprzęgając zgięcie podeszwowe z przywodzeniem i odwracaniem, a zgięcie grzbietowe z odwodzeniem i nawracaniem. Układ tych dwóch stawów osiąga funkcjonalne możliwości (swobodę ruchów) stawu kulistego.
Głównym mięśniem zginającym podeszwowo stopę jest mięsień trójgłowy łydki (ok. 80% potrzebnej pracy). Głównym prostownikiem, mięśniem zginającym grzbietowo stopę, jest mięsień piszczelowy przedni (ok. 60% pracy).